# Acanthermia taltula
Acanthermia taltula là một loài bướm đêm trong họ Noctuidae.